# Jules Jamin
Jules Jamin, francoski fizik, * 31. maj 1818, † 12. februar 1886.
Po njem se imenuje Jaminov interferometer.

## Odlikovanja
- Rumfordova medalja (1858)